# Myxobolus monopterus
Myxobolus monopterus is een microscopische parasiet uit de familie Myxobolidae. Myxobolus monopterus werd in 1998 beschreven door Chen, in Chen & Ma. 